# Ключ 69
| 斤                     | 斤         | 斤         |
| ---------------------- | ---------- | ---------- |
| 68                     | 69         | 70         |
| Піньінь:               | jīn        | jīn        |
| Чжуїнь:                | ㄐㄧㄣ     | ㄐㄧㄣ     |
| Вейд-Джайлз:           | chin1      | chin1      |
| Ютпхін:                | gan1       | gan1       |
| Он:                    |            |            |
| Кун:                   |            |            |
| Кандзі:                | 斧 ono     | 斧 ono     |
| Хун:                   | 도끼 dokki | 도끼 dokki |
| Им:                    | 근 geun    | 근 geun    |
| Індекс у Вікісловнику: | 斤         | 斤         |

Ключ 69 — ієрогліфічний ключ, що означає сокира і є одним із 34 (загалом існує 214) ключів Кансі, що складаються з чотирьох рисок.
У Словнику Кансі 55 символів із 40 030 використовують цей ключ.

## Символи, що використовують ключ 69

Як писати ієрогліф.

| без додаткових | 斤          |
| 1 додаткова    | 斥          |
| 4 додаткові    | 斦 斧 斨 斩 |
| 5 додаткових   | 斪 斫       |
| 7 додаткових   | 斬 断       |
| 8 додаткових   | 斮 斯       |
| 9 додаткових   | 新 斱       |
| 10 додаткових  | 斲          |
| 11 додаткових  | 斳          |
| 12 додаткових  | 斴          |
| 13 додаткових  | 斵 斶       |
| 14 додаткових  | 斷          |
| 21 додаткова   | 斸          |